# Phoenicoprocta cubana
Phoenicoprocta cubana là một loài bướm đêm thuộc phân họ Arctiinae, họ Erebidae.